# Susanne Lang
Susanne Lang es una deportista alemana que compitió para la RFA en esgrima, especialista en la modalidad de florete. Ganó dos medallas de oro en el Campeonato Mundial de Esgrima, en los años 1985 y 1989.

## Palmarés internacional
| Campeonato Mundial | Campeonato Mundial      | Campeonato Mundial | Campeonato Mundial  |
| Año                | Lugar                   | Medalla            | Prueba              |
| ------------------ | ----------------------- | ------------------ | ------------------- |
| 1985               | Barcelona (España)      | Medalla de oro     | Florete por equipos |
| 1989               | Denver (Estados Unidos) | Medalla de oro     | Florete por equipos |